# Joachim Kaiser (Künstler)
Joachim Otto Kaiser (* 30. Dezember 1929 in Erfurt; † 28. März 2010 in ebenda) war ein deutscher, in Erfurt tätiger Künstler und Kulturpolitiker.

## Leben und Wirken
Joachim Kaiser wurde als Sohn des Kunstschmiedemeisters und Fachschullehrers Otto Kaiser (1882–1970) in Erfurt geboren. Nach einer Goldschmiedelehre bei Peter Mayer von 1945 bis 1948 studierte er 1949 bis 1952 u. a. bei Siegfried Kraft an der Landesschule für Angewandte Kunst in Erfurt. 1953 legte er die Prüfung zum Goldschmiedemeister ab. Das Meisterstück war ein Brustkreuz für den Erfurter Weihbischof. Ab 1954 war Kaiser freiberuflich in seiner Werkstatt in der damaligen Erfurter Leninstraße (heute wieder Johannesstraße) tätig. Der engagierte Katholik gehörte zu den wenigen Goldschmieden in der DDR, die sakrale Kunst herstellten. In seiner 40-jährigen Tätigkeit fertigte Kaiser in großer Zahl und anerkannter Qualität Tabernakel, Monstranzen, Bischofskreuze, Kelche, Stand- und Wandkreuze, aber auch Sportpokale. Kaiser war auf Ausstellungen u. a. in Dresden, Halle/Saale, Leipzig, München, Hanau und auf der Creuzburg vertreten, darunter 1972/73, 1977/78 und 1982/83 die VII. bis IX. Kunstausstellung der DDR in Dresden.
Er war auch Interessenvertreter des Thüringer Kunsthandwerks. Bis 1990 gehörte er dem Verband Bildender Künstler der DDR an.
Aus der Ehe von Kaiser mit seiner Frau Gisela gingen drei Kinder hervor. Die Söhne Matthias und Johannes sind ebenfalls erfolgreiche Silberschmiede und Metallgestalter geworden. Letzterer führt seit 1995 die Werkstatt seines Vaters weiter.
Von 1990 bis 2009 war Kaiser für die CDU Stadtrat in Erfurt, von 1994 bis 2004 ehrenamtlicher Kulturbeigeordneter. Er prägte über viele Jahre die kulturelle Entwicklung der Landeshauptstadt Erfurt. Darüber hinaus war er Mitglied im Kulturausschuss des Deutschen Städtetages. Als Aufsichtsratsvorsitzender der Kaisersaal Erfurt GmbH hatte er wesentlichen Anteil an Wiederaufbau und Entwicklung des Kaisersaals. Kaiser war auch Vorsitzender des Stiftungsrats für die Krämerbrücke in Erfurt. Wegen seiner Verdienste ernannte ihn die Stadt Erfurt 2009 zu ihrem Ehrenbürger.